# Jiří Maceška
Jiří Maceška (* 5. února 1956) je český ekonom, v letech 1998 až 2002 náměstek ministra průmyslu a obchodu ČR, v letech 2002 až 2007 velvyslanec ČR při OECD v Paříži, od května 2021 člen Rady pro rozhlasové a televizní vysílání (od června 2021 také místopředseda rady).

## Život
Vystudoval obor zahraniční obchod na Fakultě obchodní Vysoké školy ekonomické v Praze (získal titul Ing.). Působil v oblasti mezinárodního obchodu se zaměřením zejména na region Blízkého a Středního východu, a to v různých obchodních společnostech.
V letech 1998 až 2002 zastával funkci náměstka pro zahraniční ekonomické vztahy a evropskou integraci na Ministerstvu průmyslu a obchodu ČR, když jej řídil Miroslav Grégr. V letech 2002 až 2007 působil jako velvyslanec ČR při Organizaci pro hospodářskou spolupráci a rozvoj (OECD) v Paříži. Když v první polovině roku 2009 předsedala ČR Radě EU, koordinoval působnost Ministerstva financí ČR v Radě ECOFIN, MMF a Světové banky.
V červenci 2009 byl jmenován členem dozorčí rady České pošty a o několik dní později zvolen i jejím předsedou. Z obou funkcí odstoupil v dubnu 2014. V září 2014 se stal členem dozorčí rady akciové společnosti ČEPS, která zajišťuje na území ČR provoz elektroenergetické přenosové soustavy. V březnu 2016 byl pak zvolen předsedou dozorčí rady ČEPS. Obě funkce opustil na konci roku 2016.
V březnu 2010 byl také zvolen členem Dozorčí komise Rady České televize, ta však byla záhy v červnu 2010 odvolána. Následně byla v červenci 2010 zvolena nová Dozorčí komise Rady České televize, jejímž členem se opět stal a navíc začal zastávat i funkci místopředsedy komise. V této funkci působil až do listopadu 2020, kdy byla Dozorčí komise ze strany Rady České televize opět odvolána.
V dubnu 2021 jej Poslanecká sněmovna PČR zvolila členem Rady pro rozhlasové a televizní vysílání. Na tuto funkci jej nominovalo hnutí ANO 2011. Ve volbě získal 138 ze 186 možných hlasů (ke zvolení bylo třeba 94 hlasů). Postu se ujal dne 25. května 2021. V polovině června 2021 byl pak zvolen i místopředsedou rady, v červenci 2025 byl pak v této funkci potvrzen.
Jiří Maceška je ženatý, má dvě děti.